# Бразильсько-китайські відносини
Бразильсько-китайські відносини - взаємини між Федеративною Республікою Бразилія та Китайською Народною Республікою. Відносини були встановлені на початку дев'ятнадцятого століття і тривали до 1949, коли їх розірвала Китайська Народна Республіка. У 1974 відносини знову відновлені.
Обидві держави є членами ООН, БРІКС та ін.

## Історія
Раннє спільне підприємство за участю Бразилії та Китаю почалося в 1812, коли королева Марія I (королева Португалії), втікши до Бразилії, заснувала чайну плантацію, на якій працювали китайські робітники.
У 1900 нова хвиля мігрантів з Китаю влаштувалася в Сан-Паулу. Дипломатичні відносини з КНР відновлено в 1974.

## Економіка

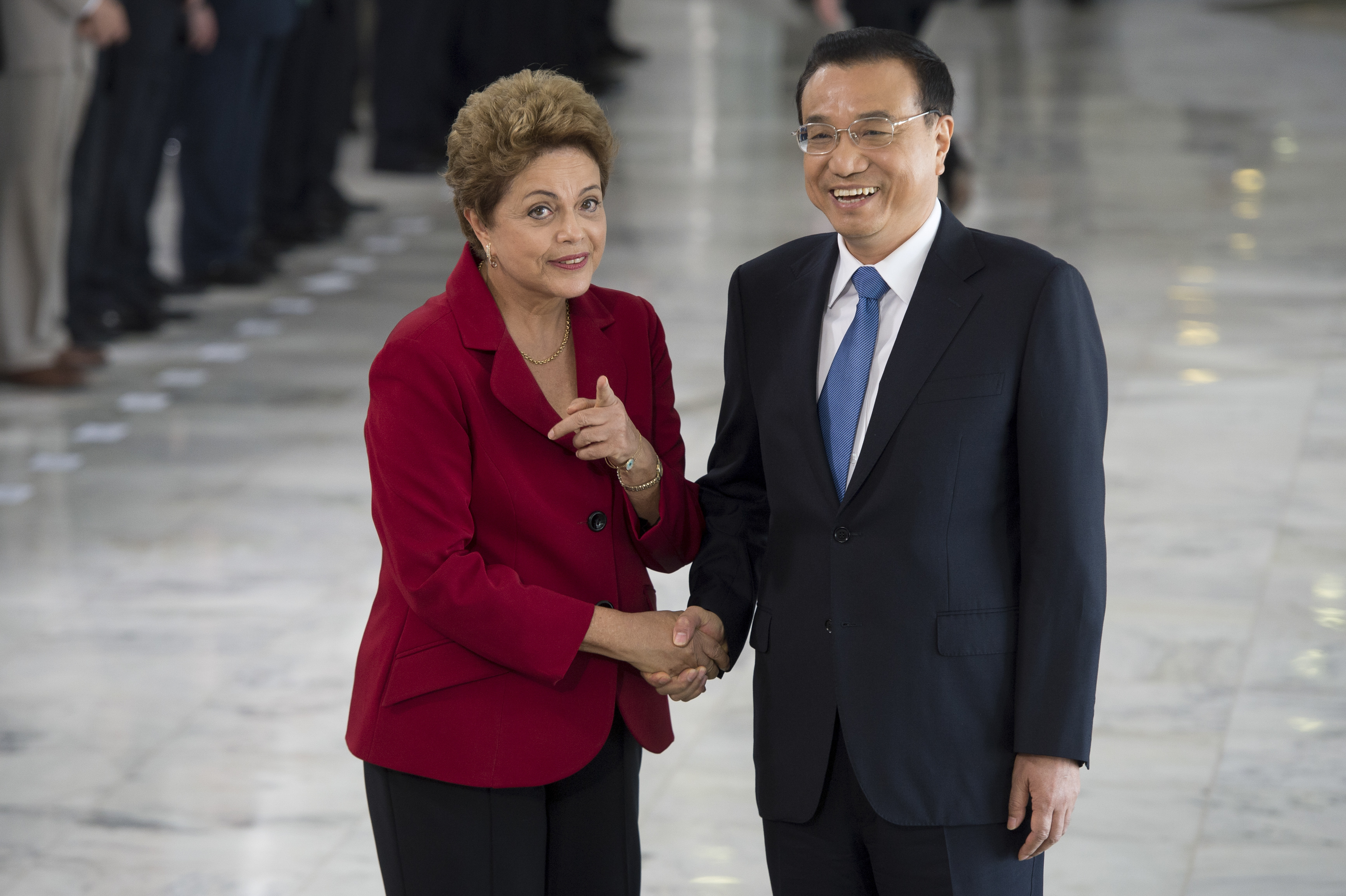
Ділма Русеф приймає китайського прем'єр міністра Лі Кецян у Палаці Планалту

КНР стала найбільшим торговим партнером Бразилії. Торговий оборот між двома країнами зріс із 6,7 млрд доларів у 2003 до 36,7 млрд доларів у 2009.
У 2012 двосторонній товарообіг склав 85,7 млрд доларів.